# The Expanse (série télévisée)
Cet article concerne la série télévisée. Pour la série littéraire, voir The Expanse.
The Expanse est une série télévisée de science-fiction américaine de type space opera en 62 épisodes de 42 minutes s'appuyant sur la série de romans du même nom de James S. A. Corey. Elle est diffusée entre le 14 décembre 2015 et le 27 juin 2018 sur Syfy et sur Space au Canada pour les trois premières saisons, puis du 12 décembre 2019 au 14 janvier 2022 sur Amazon Prime Video.
The Expanse a reçu des éloges de la critique, en particulier pour ses visuels, le développement de ses personnages et son récit politique. Il a reçu trois prix Hugo de la meilleure présentation dramatique et trois nominations aux prix Saturn pour la meilleure série télévisée de science-fiction. Alcon Entertainment produit et finance la série.

## Synopsis
Au XXIVe siècle, le Système solaire est entièrement colonisé. Trois grandes puissances se trouvent impliquées dans une guerre froide : la Terre, appauvrie en ressources et dirigée par les Nations unies ; Mars, colonie devenue indépendante sous l'égide de la République du Congrès martien et disposant de la flotte la plus avancée technologiquement ; enfin, les colonies de la ceinture d'astéroïdes, dont les colons sont surexploités par la Terre et Mars et qui suivent plus ou moins le mouvement indépendantiste de l'Alliance des planètes extérieures (APE).
C'est dans ce contexte de tensions que le cargo Canterbury est détruit par un vaisseau inconnu, ne laissant que quelques survivants dirigés par James Holden, second du cargo. Cet incident menace de faire exploser les tensions entre la Terre, Mars et l'APE, et Holden et son groupe partent à la recherche des responsables de cet attentat. Dans le même temps, le détective Josephus Miller, né sur la station Cérès dans la ceinture d'astéroïdes, a pour mission de retrouver une jeune femme, Julie Mao, fille de Jules-Pierre Mao, un des plus riches industriels du système solaire. Lorsque leurs enquêtes se rejoignent, Holden et Miller découvrent que la disparition de la jeune femme et la destruction du Canterbury sont liées à une vaste conspiration qui menace la paix dans le Système solaire et la survie de l'humanité.

## Fiche technique
- Titre : The Expanse
- Réalisation : Jeremy Benning, Michael Galbraith, Ray Dumas
- Musique : Clinton Shorter
- Production : Lynn Raynor, Jason Ning, Robin Veith, Ben Cook, Ben Roberts, Manny Danelon, Alan Di Fiore, Lewin Webb, Robert Munroe, Steven Strait
- Producteurs délégués : Naren Shankar, Mark Fergus, Hawk Ostby, Sean Daniel, Jason F. Brown, Sharon Hall, Broderick Johnson, Andrew Kosove, Laura Lancaster, Daniel Abraham, Ty Franck, Dan Nowak
- Sociétés de production : Penguin in a Parka, SeanDanielCo (2015–18), Alcon Entertainment, Just So (depuis 2019), Hivemind (depuis 2019), Amazon Studios (depuis 2019)
- Sociétés de distribution : Legendary Television Distribution
- Pays d'origine :  États-Unis
- Langue originale : anglais
- Format : couleur — 35 mm — 1080i (HDTV) — 4K (UHDTV) — son stéréo (Dolby surround 5.1)
- Genre : Science fiction, Drame
- Durée : 42–53 minutes
- Classification : déconseillé aux moins de 12 ans

Pour la version française :
- Société de doublage : Dubbing Brothers - Belgique[2]
- Direction artistique : Monia Douieb et Alexis Flamant[2]
- Adaptation des dialogues : Samuel Bigot et Eugénie Delporte[2]

## Distribution

### Acteurs principaux
- Thomas Jane (VFB : Sébastien Hébrant)[2] : Josephus Aloisus Miller, alias Joe - inspecteur sur Cérès (saisons 1 et 2, invité saisons 3 et 4)
- Steven Strait (VFB : Maxime Van Santfoort) : James Holden, alias Jim - commandant en second sur le Canterbury, puis capitaine du Rocinante
- Dominique Tipper (VFB : Mélissa Windal) : Naomi Nagata - ingénieur en chef sur le Canterbury, puis second du Rocinante
- Cas Anvar (VFB : Steve Driesen) : Alexander Kamal, alias Alex - pilote sur le Canterbury, puis sur le Rocinante (saisons 1 à 5)
- Wes Chatham (VFB : Nicolas Matthys) : Amos Burton / Timothy, alias Timmy - mécanicien sur le Canterbury, puis sur le Rocinante
- Paulo Costanzo (VFB : Alexis Flamant) : Shed Garvey - médecin sur le Canterbury (saison 1)
- Florence Faivre (VFB : Cathy Boquet) : Juliette Andromeda Mao, alias Julie - fille disparue de l'industriel Jules-Pierre Mao (saisons 1 et 2, invitée saison 3)
- Shawn Doyle (VFB : David Manet) : Sadavir Errinwright - sous-secrétaire général des Nations unies (saisons 1 à 3)
- Shohreh Aghdashloo (VFB : Francine Laffineuse) : Chrisjen Avasarala - sous-secrétaire générale adjointe des Nations unies
- Frankie Adams (VFB : Myriem Akheddiou) : Roberta Draper, alias Bobbie - sergent artilleur des Marines Martiens (saisons 2 à 6)
- Cara Gee (VFB : Marcha Van Boven) : Camina Drummer - chef de la sécurité sur la station Tycho (saisons 4 à 6, récurrente saisons 2 et 3)
- Nadine Nicole (VFB : Valérie Muzzi) : Melba Alzbeta Koh / Clarissa Melpomene Mao - fille aînée de Jules-Pierre Mao (saisons 5 et 6, récurrente saison 3, invitée saison 4)
- Keon Alexander (VFB : Maxime Donnay) : Marco Inaros - chef de la faction Flotte Libre de l'APE, ancien amant de Naomi Nagata (saisons 5 et 6, récurrent saison 4)
- Jasai Chase Owens (VFB : Esteban Oertli) : Filip Inaros - terroriste de la faction Flotte Libre de l'APE, fils de Naomi Nagata et de Marco Inaros (saisons 5 et 6, invité saison 4)

### Acteurs récurrents

#### Introduits lors de la saison 1
- Chad Coleman (VFB : Jean-Michel Vovk) : Frederick « Fred » Lucius Johnson - Chef de la station Tycho de l'APE (saisons 1 à 5)
- Andrew Rotilio : Diogo Harari - petit voyou ceinturien membre de l'APE, puis lieutenant sur le Behemoth (saisons 1 à 3)
- Athena Karkanis : Octavia « Tavi » Muss - détective sur Cérès, une collègue et amie de Miller
- Jared Harris (VFB : Philippe Résimont) : Anderson Dawes - chef de la faction Cérès de l'APE (saisons 1 et 2)
- François Chau (VFB : Jean-Pierre Denuit) : Jules-Pierre Mao - richissime industriel du système solaire (saisons 1 à 3)
- Jay Hernández : Dmitri Havelock - policier terrien sur Cérès, binôme de Miller
- Lola Glaudini : Capitaine Shaddid - cheffe de la sécurité sur Cérès
- Kevin Hanchard (en) : Sematimba - inspecteur sur Éros, ami de Miller
- Martin Roach (VFB : Erwin Grünspan) : Amiral Souther - chef d'État-Major de la Flotte des Nations unies, puis commandant de la Flotte de Jupiter (saisons 1 à 3)
- Daniel Kash (en) : Dr Antony Dresden - scientifique en chef de Protogen (saisons 1 et 2)
- Brian George (saisons 1 et 2) , puis Michael Benyaer (saisons 4 et 5) : Arjun Avasarala - époux de Chrisjen Avasarala
- Greg Bryk : Lieutenant K. Lopez - officier de renseignement du Donnager
- Elias Toufexis : Kenzo Gabriel - espion des Nations unies sur la station Tycho
- Jean Yoon (en) : Capitaine Theresa Yao - commandant du Donnager
- Kristen Hager : Ade Nygaard - navigatrice du Canterbury et amante de James Holden
- Kenneth Welsh : Franklin DeGraaf - ambassadeur terrien sur Mars, ami de Chrisjen Avasarala
- Frances Fisher : Elisa Holden - principale mère de James Hoden (saisons 1 et 4)

#### Introduits lors de la saison 2
- Nick E. Tarabay (VFB : Olivier Prémel) : Cotyar Ghazi - chef de la sécurité de Chrisjen Avasarala (saison 2 et 3)
- Byron Mann (VFB : Didier Colfs) : Amiral de la Flotte Augusto Nguyễn - chef d'État-major de la flotte des Nations unies (saisons 2 et 3)
- Jonathan Whittaker (VFB : Patrick Waleffe) : Esteban Sorrento-Gillis - secrétaire général des Nations unies (saisons 2 et 3)
- Jeff Seymour (en) : Pyotr Korshunov - ministre martien de la Défense
- Rachael Crawford : Amirale Peñao - représentante de la Flotte Martienne à la conférence de paix de New York.
- Terry Chen (VFB : Alexandre Crépet) : Dr Praxidike Meng, alias Prax - biologiste sur Ganymède (saisons 2, 3 et 6)
- Leah Jung : Mei Meng - fille de Praxidike Meng (saisons 2 et 3)
- Ted Atherton (en) : Dr Lawrence Strickland - pédiatre sur Ganymède (saisons 2 et 3)
- Conrad Pla (en) : Colonel Janus - commandant du vaisseau scientifique Arboghast
- Ted Whittall (en) : Dr Michael Iturbi - officier scientifique de l'Arboghast, ami de Chrisjen Avasarala
- Peter Outerbridge : Capitaine Martens - commandant du Sirocco
- Hugh Dillon : Lieutenant Sutton - commandant en second du Sirocco, supérieur de Bobbie Draper
- Sarah Allen (en) : Hillman - membre des marines martiens, sous le commandement de Bobbie Draper
- Mpho Koaho (en) : Richard Travis - membre des marines martiens d'origine terrienne, sous le commandement de Bobbie Draper
- Dewshane William : Sa'id - membre des marines martiens, sous le commandement de Bobbie Draper
- Valerie Buhagiar : Melissa Suputayaporn - agent humanitaire propriétaire du Somnambule en Pleurs
- Carlos Gonzalez-Vio : Paolo Cortazar - scientifique fou de Protogen (saisons 2, 5 et 6)

#### Introduits lors de la saison 3
- Elizabeth Mitchell : Annushka Volovodov, alias Anna - pasteur terrienne et vieille amie d'Esteban Sorrento-Gillis (saisons 3 et 6)
- David Strathairn (VFB : Pascal Gruselle) : Commandant Klaes Ashford - commandant en second du Behemoth (saisons 3 et 4)
- Anna Hopkins : Monica Stuart - journaliste terrienne sans scrupules (saisons 3, 5 et 6)
- Brandon McGibbon : Cohen - technicien aveugle de Monica Stuart
- Genelle Williams : Tilly Fagan - Terrienne très riche fréquentant la famille Mao
- Raven Dauda : Namono Volovodov, alias Nono - infirmière terrienne et femme d'Anna Volovodov
- Brock Johnson : Grigori - ancienne connaissance de Klaes Ashford à bord du Behemoth
- Chris Owens : Kolvoord - officier scientifique à bord du Thomas Prince
- Paulino Nunes : Hank Cortez - prêtre passager sur le Thomas Prince
- John Kapelos : Ren Azuki - électricien et mentor de Melba Koh sur le Thomas Prince
- Ari Millen : Stanni Kulp - technicien sur le Thomas Prince
- Sabryn Rock : Riko Oshi - marine martien affecté au Xuesen
- Hamed Dar : Jed Trepp - marine martien affecté au Xuesen
- Yanna MacIntosh : Capitaine Chandra Lucas - commandant du MRCN Askia, dans le système jovien
- Jaeden Noel : Katoa Merton - ami de Mei Meng, atteint de la même maladie qu'elle
- Supinder Wraich (en) : Talissa Kamal - ex-femme d’Alex Kamal (saisons 3 et 5)
- Kaden May : Melas Kamal - fils d’Alex Kamal (saisons 3 et 5)
- Krista Bridges : Capitaine, puis Amirale Sandrine Kirino - commandant du MRCN Hamurabi, puis représentante de Mars au sein de la Flotte coalisée Terre-Mars (saisons 3 et 6)

#### Introduits lors de la saison 4
- Burn Gorman : Adolphus Murtry - chef de la sécurité pour la Royal Charter Energy
- Lyndie Greenwood : Elvi Okoye - biologiste travaillant pour la Royal Charter Energy (saisons 4 et 6)
- Jess Salgueiro (en) : Chandra Wei - second d'Adolphus Murtry, agent de sécurité pour la Royal Charter Energy
- Zach Smadu : Dr Fayez Sarkis - scientifique de la Royal Charter Energy, collègue d'Elvi Okoye
- Rosa Gilmore : Lucia Mazur - activiste ceinturienne ayant fui Ganymède
- Steven MacCarthy - Jakob Mazur - époux de Lucia, un réfugié de Ganymède
- Kyla Madeira : Felcia Mazur - fille de Lucia et Jakob, rêvant d'étudier dans la Ceinture
- Kris Holden-Ried : Coop - activiste terroriste originaire de Ganymède
- Paul Schulze : Inspecteur Esai Martin - policier corrompu sur Mars
- Dayle McLeod : Leelee - jeune délinquante sur Mars, travaillant pour Esai
- Lily Gao : Nancy Gao - assistante et rivale de Chrisjen Avasarala, puis secrétaire générale des Nations unies (saisons 4 et 5)

#### Introduits lors de la saison 5
- José Zúñiga : Carlos c de Baca, alias Bull - second de Fred Johnson et chef de la sécurité sur la station Tycho
- Bahia Watson : Sakaï - ingénieure en chef sur la station Tycho
- George Tchortov : Leveau - fidèle de Fred Johnson sur la station Tycho
- Brent Sexton : Cyn - membre de la Flotte Libre, ancien ami de Naomi Nagata
- Olunike Adeliyi : Karal - membre de la Flotte Libre, fidèle fanatique de Marco Inaros
- Michael Irby : Amiral Felix Delgado - commandant de la Home Fleet des Nations unies, ami de Chrisjen Avasarala
- Sugith Varughese (en) : David Paster - secrétaire aux transports des Nations unies
- Sandrine Holt : Oksana Busch - une des épouses de Camina Drummer et cheffe de sa famille
- Vanessa Smythe : Michio Pa - une des épouses de Camina Drummer (saisons 5 et 6)
- Stephen Tracey : Bertold - un des époux de Camina Drummer
- Wilex Ly : Serge Kylo - un des époux de Camina Drummer
- Samer Salem : Josep - un des époux de Camina Drummer et pilote de la famille (saisons 5 et 6)
- Jacob Mundell : Erich - chef de la mafia de Baltimore, qu'Amos Burton considère comme son frère
- Stacey Roca : Lydia Allen - ancienne prostituée et mère adoptive d'Amos Burton
- Frankie Faison : Charles Jacob Allen - terrien, époux de Lydia Allen
- Natalie Brown : Rona - gardienne de la prison de haute sécurité de la Fosse
- Tim DeKay : Contre-Amiral Emil Sauveterre - maître conférencier à l'académie navale de la flotte martienne
- Lara Jean Chorostecki : Lieutenante Emily Babbage - aide de camp de l’amiral Sauveterre

#### Introduits lors de la saison 6
- Joanne Vannicola : Nico Sanjrani - administratrice de la station Cérès
- Kathleen Robertson : Rosenfeld Guoliang - commandant en second de Marco Inaros et de la Flotte libre
- Dylan Taylor (en) : Amiral Winston Duarte - chef militaire de Laconia
- Conrad Coates (en) : Amiral Sidiqi - représentant de la Flotte des Nations unies au sein de la Flotte coalisée Terre-Mars
- Ted Dykstra (en) : Gareth - assistant de Christjen Avasarala
- Joe Perry : Tadeo - technicien de la Flotte libre et ami de Philip Inaros
- Emma Ho : Cara Bisset - colon de Laconia
- Stuart Hughes (en) : Capitaine Liang Walker - membre dissident de la Flotte libre

## Production

### Développement
The Expanse s'appuie sur la série de romans de James S. A. Corey, un pseudonyme qui regroupe les auteurs Daniel Abraham et Ty Franck (assistant de George R. R. Martin, créateur du Trône de fer). Le premier roman, Leviathan Wakes, publié en 2011 aux États-Unis puis en France en 2014 sous le titre L'Éveil du Léviathan, a été nommé au prix Hugo du meilleur roman et au prix Locus du meilleur roman de science-fiction.
La série suit l'intrigue des trois livres de la saga L'Éveil du Léviathan (Leviathan Wakes), La Guerre de Caliban (Caliban's War) et La Porte d'Abaddon (Abaddon's Gate). Le principal écart est l’apparition de Chrisjen Avasarala en première saison alors qu’elle n’est présente qu’à partir du deuxième livre. En outre, si le déroulement de l'intrigue est, dans les grandes lignes, équivalent entre le roman et la série, de nombreux événements y trouvent des approches différentes. La série apporte un complément d'informations sur l'intrigue du roman, et le roman une approche technique et socio-économique supplémentaire sur la société dans le Système solaire. Le déroulement des saisons subit un décalage par rapport aux romans : La saison 1 suit les deux premiers tiers du tome 1 (jusqu'à la contamination d'Éros), la saison 2 comprend le dernier tiers du tome 1 et la moitié du tome 2, tandis que la saison 3 conclut le tome 2 et intègre également la totalité du tome 3.[réf. souhaitée]
Syfy a annoncé l'adaptation télévisée des romans le 11 avril 2014 en commandant la réalisation de dix épisodes d'une heure pour la première saison. Le président de Syfy, Dave Howe, a alors indiqué : « The Expanse est épique par sa dimension et sa portée et promet d'être la série la plus ambitieuse à ce jour de Syfy. »
La série est produite par Alcon Television et The Sean Daniel Company.
Mark Fergus et Hawk Ostby ont écrit le pilote réalisé par Terry McDonough au côté de Naren Shankar. Le pilote a été projeté au San Diego Comic-Con en juillet 2015 et au New York Comic Con en octobre 2015.
En mai 2015, l'écriture de la deuxième saison commence alors que la diffusion de la première saison n'a pas encore débuté. Le renouvellement est officialisé le 31 décembre 2015 par Syfy.
Le 16 mars 2017, la série est renouvelée pour une troisième saison de treize épisodes,. Elle est diffusée à partir du 11 avril 2018.
Le 10 mai 2018, Syfy annule la série. Sa reprise par Amazon est annoncée le 25 mai 2018, pour une quatrième saison.
Le 27 juillet 2019, Amazon renouvelle la série pour une cinquième saison avant même la diffusion de la quatrième.
En novembre 2020, la série est à nouveau renouvelée pour une sixième et dernière saison avant même la diffusion de la cinquième.

### Attribution des rôles
L'attribution des rôles a commencé en juillet 2014 avec Thomas Jane dans le rôle principal, rejoint en août par Shohreh Aghdashloo et Steven Strait et en octobre par Florence Faivre. Au moment de lancer la production du pilote, le communiqué de presse publié le 29 octobre 2014 confirme l'embauche de Dominique Tipper, Cas Anvar, Wes Chatham, Jonathan Banks, Paulo Costanzo et Jay Hernández.

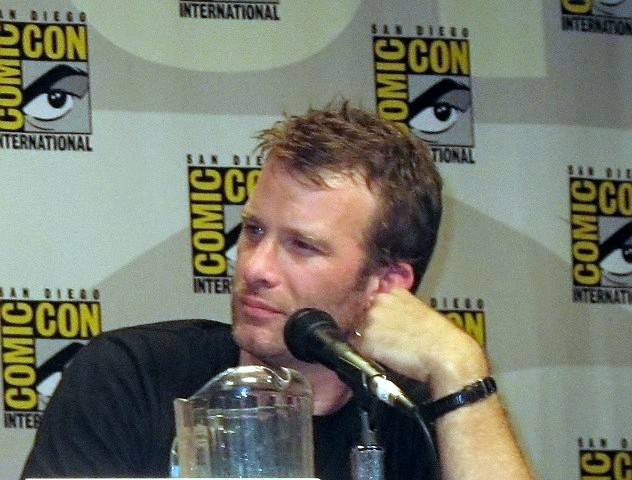
Thomas Jane.
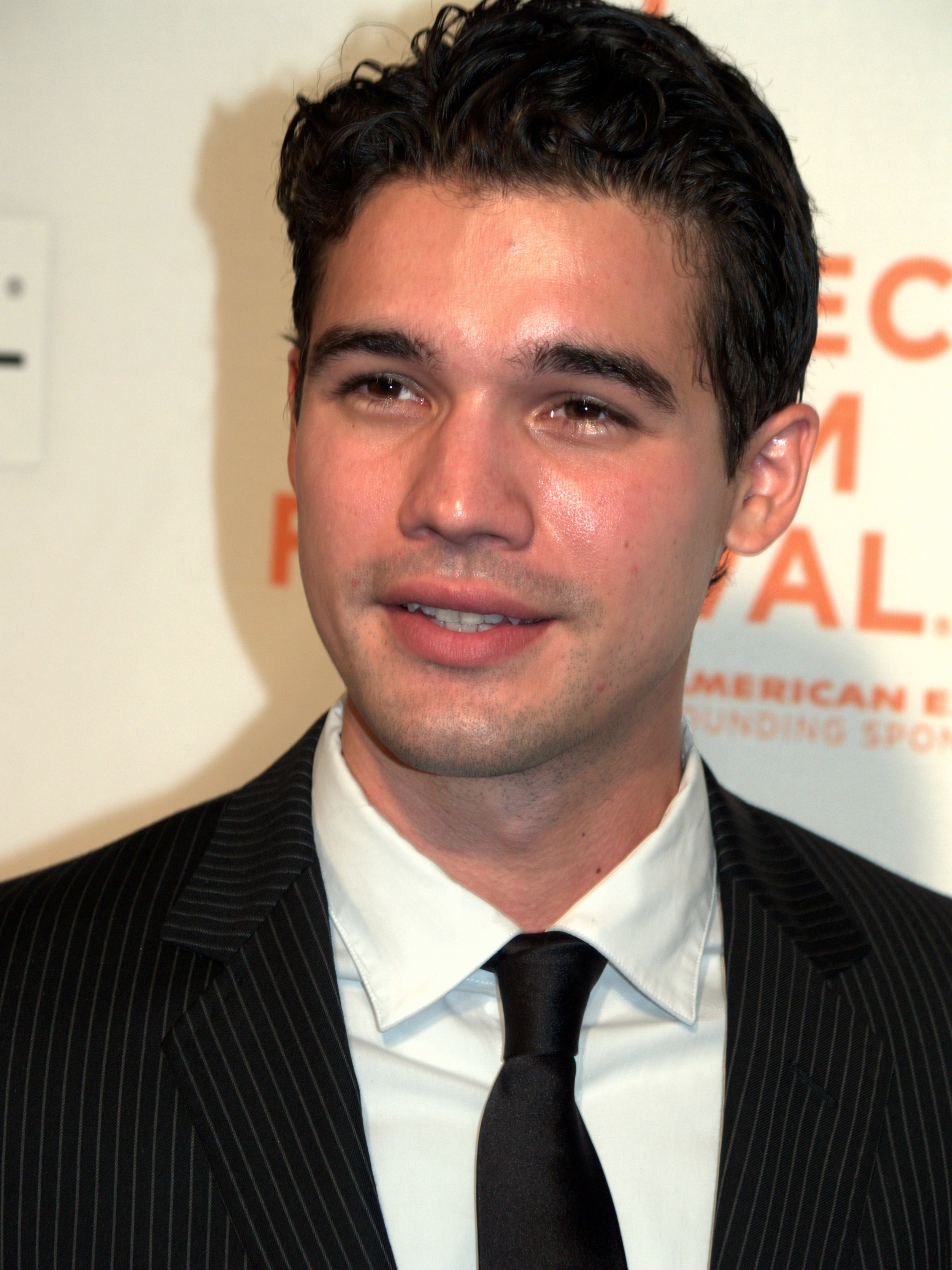
Steven Strait.
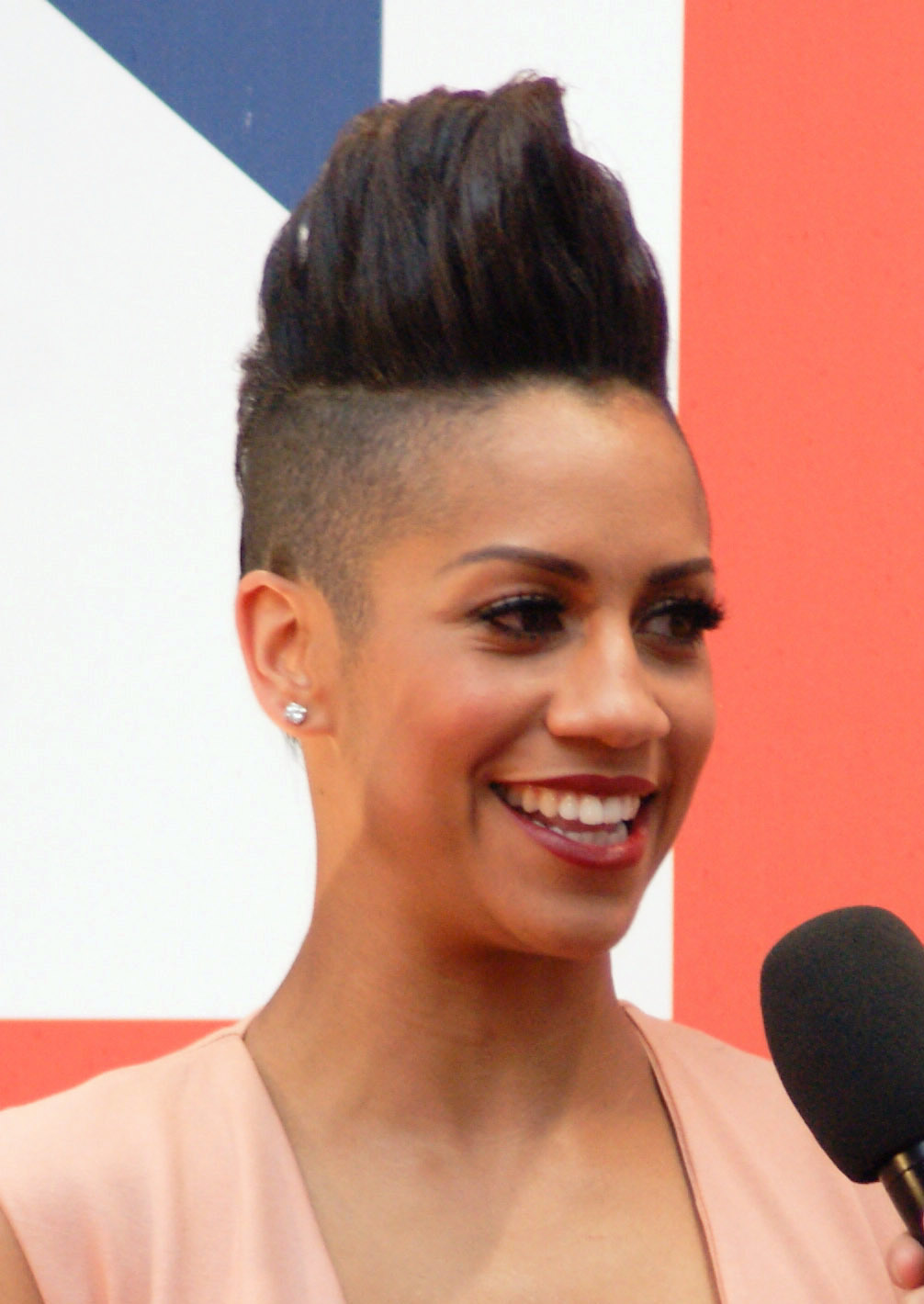
Dominique Tipper.
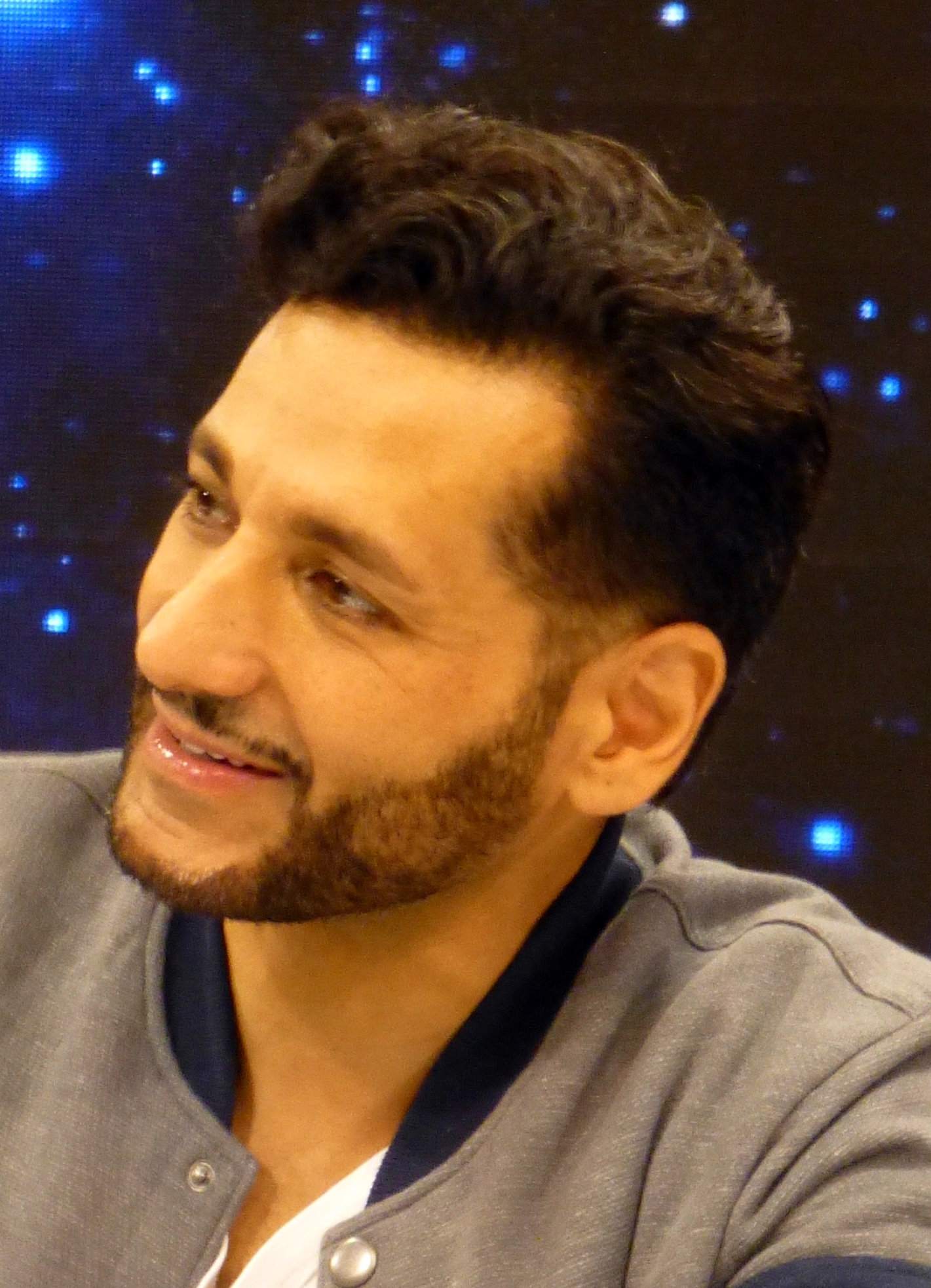
Cas Anvar.
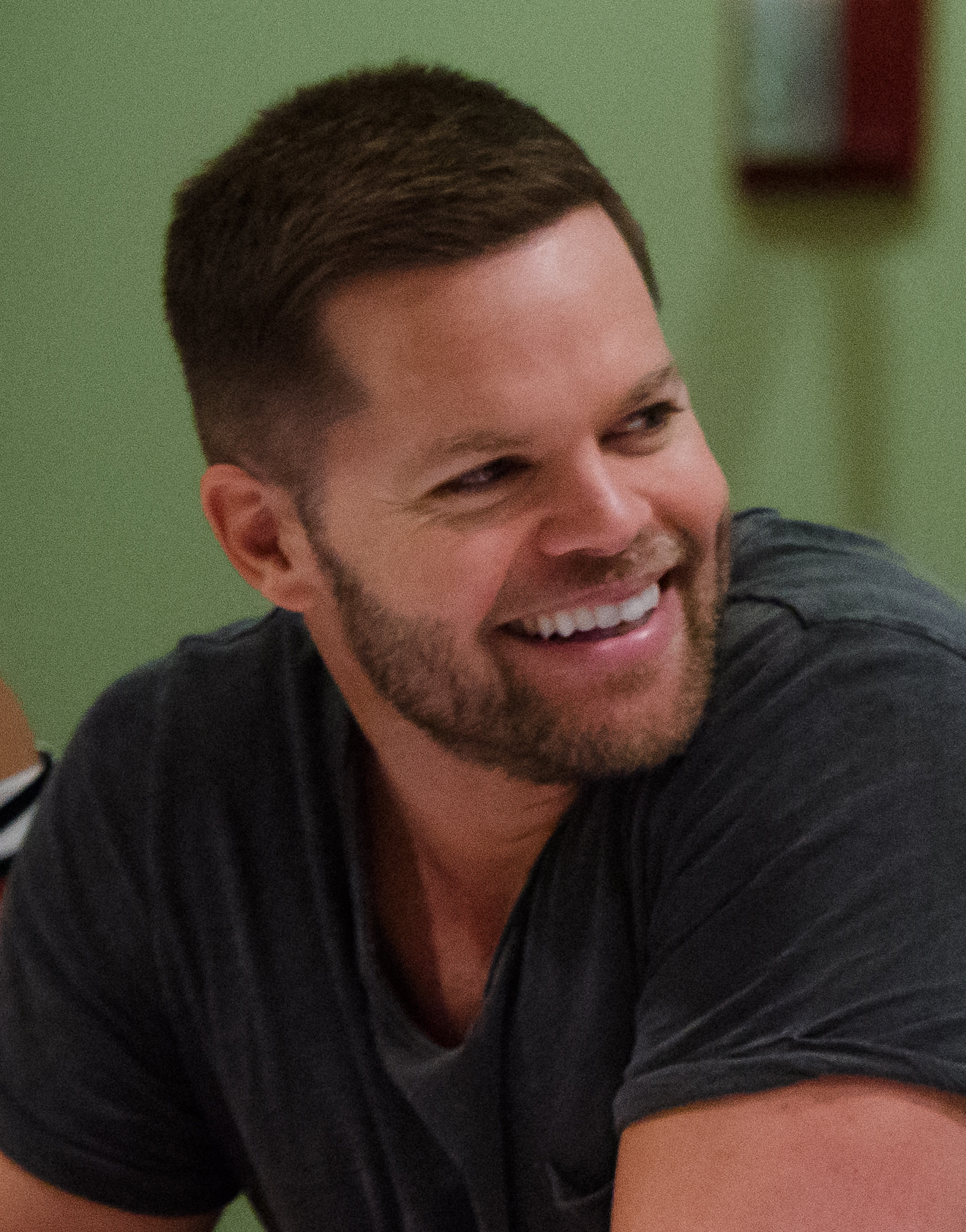
Wes Chatham.
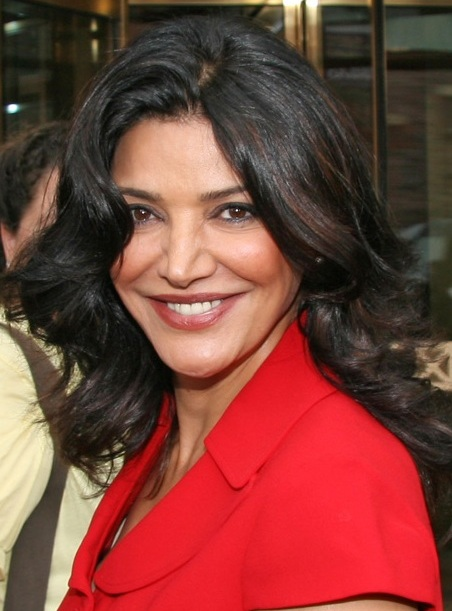
Shohreh Aghdashloo.
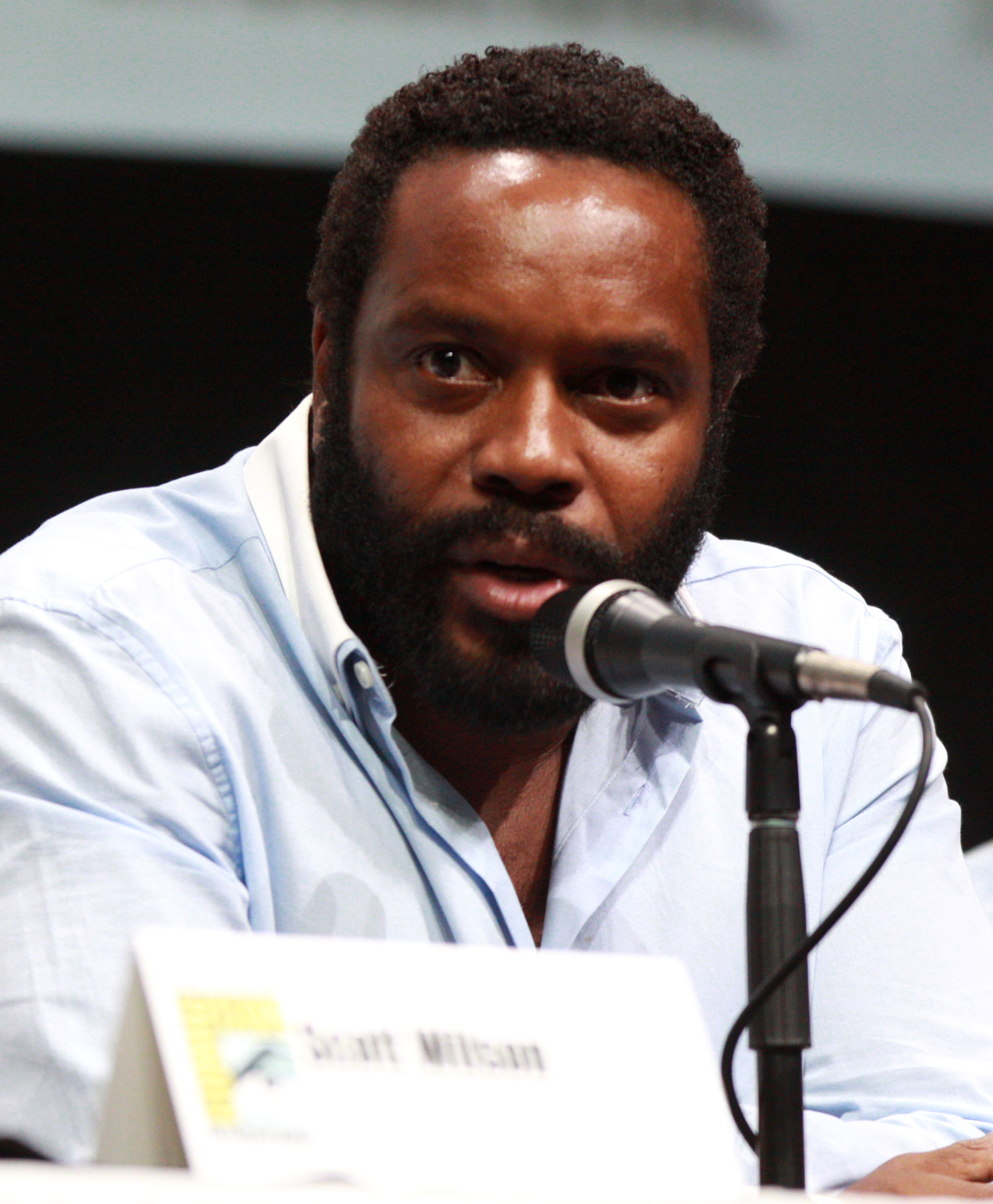
Chad Coleman.
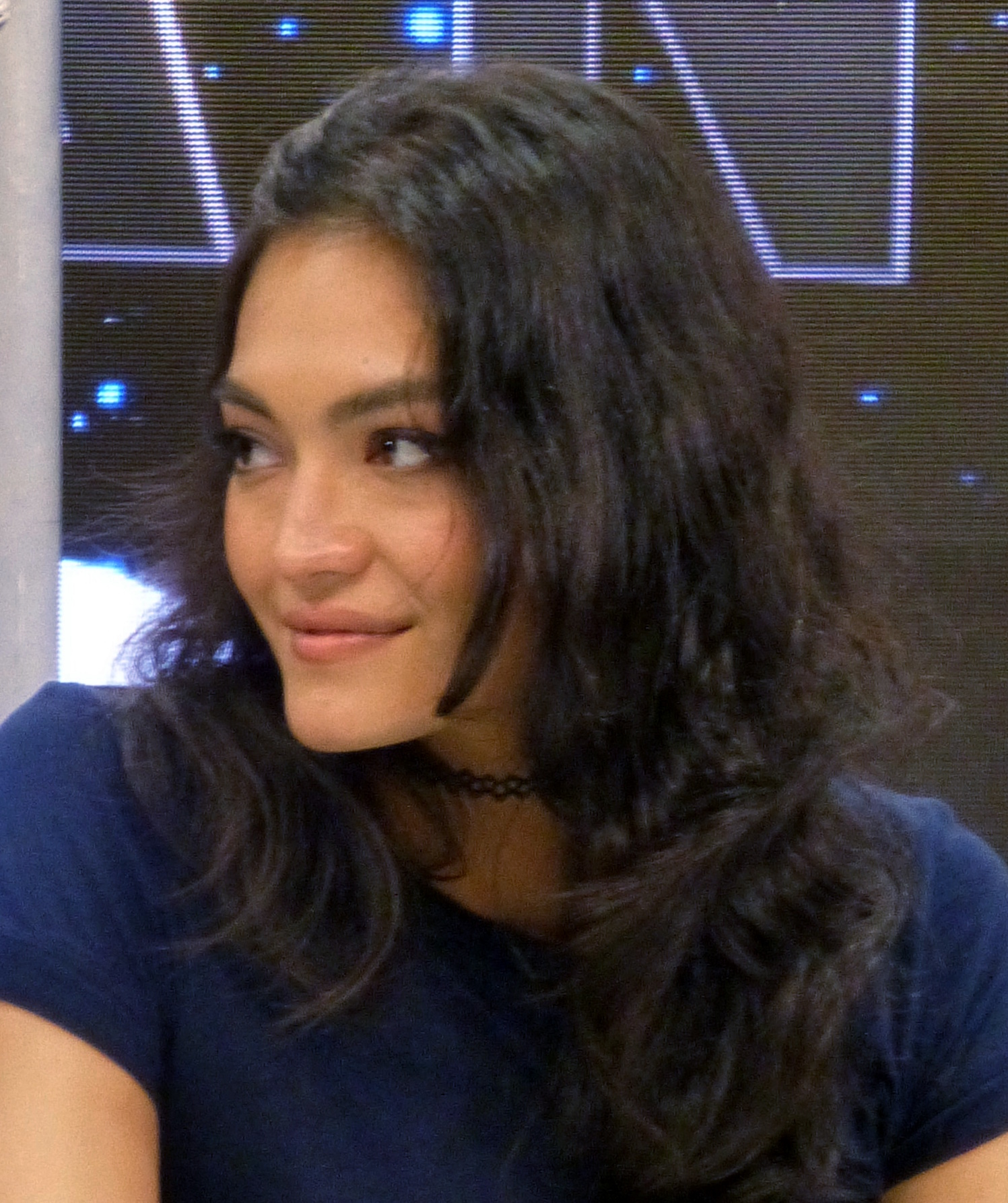
Florence Faivre.

### Tournage
Le tournage a débuté le 29 octobre 2014 à Toronto. La série est tournée sur les trois plus grands plateaux du Pinewood Toronto Studios.

### Diffusion
Le pilote est mis en ligne gratuitement aux États-Unis à compter du 23 novembre 2015 sur différentes plate-formes de service de vidéo à la demande dont Syfy, Amazon et iTunes. En 2019, la série est diffusée sur Prime Video.
La première saison est diffusée sur Syfy le 14 décembre 2015 et sur Space au Canada.
Aux États-Unis la deuxième saison est diffusée à partir du 1er février 2017 sur Syfy. Dans les pays francophones, la deuxième saison est disponible en intégralité le 8 septembre 2017 sur Netflix.
Au Québec, la série est acquise par le service Club Illico. Dans les autres pays francophones, la série est diffusée à partir du 3 novembre 2016 sur Netflix, puis à partir de 2019 sur Prime Video d'Amazon.
La quatrième saison est diffusée en intégralité le 13 décembre 2019 dans le monde entier. En juillet 2019, la série est renouvelée pour une cinquième saison.

### Musique
La bande originale de la série a été composée par Clinton Shorter. La bande originale de la première saison, intitulée The Expanse Season 1 - The Original Television Soundtrack, composée de dix-neuf pistes, a été publiée par Lakeshore Records, le 20 mai 2016, via iTunes, et le 26 mai 2016, via Amazon.

### Genre et thèmes
La série est décrite comme un space opera par les critiques,,. Emily VanDerWerff de Vox décrit la première saison de la série comme « un mélange de science-fiction et de drame policier imprégné de noir, avec en toile de fond des intrigues politiques ». Vice la qualifie de « mystère-thriller de science-fiction noir » et de hard science-fiction. Cependant et contrairement à cette dernière critique, les auteurs des ouvrages sources, James S. A. Corey, définissent leur approche comme visant un « niveau de plausibilité Wikipédia », qu'ils définissent comme moins exigeant scientifiquement,.
Avant la première de la série, Mark Fergus parle de ses thèmes de western : « Partout, c'est un peu le retour aux règles de la frontière, donc cela nous redonne tout ce que nous avons perdu. La technologie cellulaire. Vous pouvez obtenir un peu plus de western à ce sujet. » La quatrième saison, selon les scénaristes, a également une « ambiance Space Western ».
Analysant la série, Tech Times écrit que The Expanse « est plus qu'une simple émission de science-fiction sur des personnes voyageant dans le système solaire à bord de vaisseaux spatiaux. [Elle couvre] la politique, la pauvreté, l'oppression, la discrimination et la lutte pour les ressources dans des environnements difficiles ».

## Épisodes

### Quatrième saison (2019)
Elle est diffusée à partir du 13 décembre 2019 sur Prime Video.

### Cinquième saison (2020)
La cinquième saison est diffusée à partir du 16 décembre 2020 sur Prime Video.

### Sixième saison (2021-2022)
La sixième et dernière saison de six épisodes est diffusée à partir du 10 décembre 2021 sur Prime Video.

## Univers de la série

### Le prologueSous la poussée
Publiée en 2012, un an après L'Éveil du Léviathan, la nouvelle Sous la poussée (Drive) raconte l'histoire d'une invention devenue l'un des fondements technologiques de la saga The Expanse. Le roman relate l'histoire de Solomon Epstein et de son invention du propulseur éponyme, 150 ans avant le début de la saga principale. Il permettra à l'humanité de voyager vers les planètes extérieures, de coloniser la ceinture d'astéroïdes ainsi que les planètes extérieures. Le texte Drive est mis en ligne (en anglais) gratuitement le 9 juillet 2015 sur le site officiel de la série. Le sixième épisode de la deuxième saison, Changement, met en scène Solomon Epstein et l'essai de son propulseur.
Epstein est un ingénieur motoriste martien qui pendant son temps libre met au point un accélérateur magnétique d'échappement qui augmente l'efficacité des propulseurs et permet ainsi de plus longs voyages spatiaux. Comme tout vaisseau spatial à propulsion, un vaisseau équipé du propulseur Epstein accélère sur la première moitié du voyage puis retourne sa poussée pour ralentir jusqu'à sa destination. Epstein équipe un vaisseau de son propulseur et se lance dans le Système solaire à faible vitesse, mais il est incapable d'arrêter le propulseur et de retourner sur Mars. Il disparaît à jamais. Les plans de son propulseur sont découverts par sa femme et permettent la colonisation du Système solaire.

## Accueil

### Accueil critique

#### Saison 1
Sur Rotten Tomatoes, la première saison obtient un score de 77 % et une note moyenne de 7,12 sur 10 fondée sur 43 avis. Le consensus du site stipule : « The Expanse mélange des éléments de science-fiction et de détective noir dans un ensemble visuellement convaincant, bien qu'il faut quelques épisodes pour que l'histoire capture l'intrigue des téléspectateurs. » La première saison a reçu une note de 65 sur 100 sur Metacritic émanant de 23 critiques, indiquant « des critiques généralement favorables ».
| Saison | Total critique       | Total critique    |
| Saison | Rotten Tomatoes      | Metacritic        |
| ------ | -------------------- | ----------------- |
| 1      | 77 % (43 critiques)  | 65 (23 critiques) |
| 2      | 95 % (21 critiques)  | 77 (5 critiques)  |
| 3      | 100 % (25 critiques) | /                 |
| 4      | 100 % (24 critiques) | 91 (4 critiques)  |
| 5      | 100 % (27 critiques) | 82 (5 critiques)  |

À la suite de la projection du pilote, Lauren Davis de io9 s'est déclarée « époustouflée » par The Expanse, appréciant son « incroyable dimension » et sa « profonde réflexion sur le monde futur qui renvoie à notre présent, avec des exigences élevées de production et des personnages qui parlent et agissent de façon vraisemblable ».
Max Nicholson d'IGN parle du pilote comme étant « sombre et dramatique ». C'est « une heure très dense de télévision » avec un vocabulaire spécifique et beaucoup de personnages, ce qui peut rendre la série difficile à suivre pour ceux qui ne connaissent pas les romans. Malgré tout il admire l'univers visuel du pilote qui rappelle Battlestar Galactica, Dune et Firefly.
Écrivant pour Variety, Maureen Ryan n'a pas été impressionnée par les quatre premiers épisodes « liant maladroitement une série d'histoires quelque peu confuses » et les personnages stéréotypés de la série, mais l'a créditée pour s'attaquer aux « problèmes de classe, de représentation et d'exploitation » et à un design convaincant. Sur Tor.com, Justin Landon a souligné la « cinématographie audacieuse et unique » de The Expanse et ses décors claustrophobes et inconfortables, ainsi que la caractérisation « extrêmement fidèle », mais fait remarquer que le patois parlé par les Belters, les natifs de la ceinture d'astéroïdes, a rendu la série difficile à suivre.

#### Saison 2
Sur Rotten Tomatoes, la saison obtient un score de 95 % et une note moyenne de 8,95 sur 10 fondée sur 21 avis. Le consensus critique du site se lit comme suit : « La deuxième saison de The Expanse offre plus des excellentes valeurs de production de la série tout en augmentant le développement des personnages et des récits politiquement passionnants. » Sur Metacritic, elle obtient un score de 77 sur 100 à partir de 5 avis.
Écrivant pour io9, Katherine Trendacosta note comment la série est devenue « scandaleusement prémonitoire », dans la mesure où bon nombre des questions et des idées explorées par The Expanse reflètent les tendances contemporaines[Lesquelles ?] de la politique mondiale. Brian Tallerico, dans « Pourquoi The Expanse est la meilleure série de science-fiction que vous ne regardez pas », pour Rolling Stone, loue la série pour sa pertinence politique contemporaine et qualifie de louable la volonté de mélanger les tons et ses protagonistes. Il écrit que dans son essence, The Expanse est centré sur les personnages qui répondent à la peur — peur de l'autre, peur du nouveau, peur de l'inégalité, peur de la mort. Écrivant pour 13.7: Cosmos & Culture, un blog hébergé par NPR, l'astrophysicien Adam Frank félicite la série et ses auteurs pour le réalisme scientifique. Il écrit que « plus que toute autre série télévisée sur le thème de l'espace, la science est juste ».

#### Saison 3
Sur Rotten Tomatoes, la saison obtient un score de 100% avec une note moyenne de 8,57 sur 10 basée sur 25 avis. Le consensus critique du site se lit comme suit : « S'appuyant sur un potentiel antérieur et étendant les arcs de personnages tout au long d'une troisième saison solidement conçue, The Expanse continue d'impressionner - et ne montre aucun signe de ralentissement. »

#### Saison 4
Sur Rotten Tomatoes, la saison obtient un score de 100 % et une note moyenne de 8,97 sur 10 à partir de 32 avis en mai 2020. Le consensus critique du site évalue ainsi la saison : « Intelligente et passionnante comme toujours, la quatrième saison de The Expanse ne manque pas un battement, réussissant à naviguer dans les changements de réseau sans perdre aucun de son riche travail de caractère ou de sa complexité narrative ». Écrivant pour Den of Geek, Michael Ahr lui a donné une critique de 5/5 et a écrit : « Avec son intrigue multicouche brillamment conçue, The Expanse saison 4 se révèle digne du sauvetage d'Amazon dans une saison presque parfaite » ; Sadie Gennis de TV Guide a également fait l'éloge de la quatrième saison, lui donnant un score de 4,5/5.

### Distinctions
| Année | Distinction                      | Catégorie                                                          | Nomination(s)                                                                                | Épisode                       | Résultat   |
| ----- | -------------------------------- | ------------------------------------------------------------------ | -------------------------------------------------------------------------------------------- | ----------------------------- | ---------- |
| 2016  | Directors Guild of Canada Awards | Sound Editing - Television Series                                  | Kevin Banks, Nelson Ferreira, Dustin Harris, Nathan Robitaille, Tyler Whitham, Dashen Naidoo | 1-02 : Le Grand Vide          | Lauréat    |
| 2016  | Saturn Awards                    | Saturn Award de la meilleure série télévisée de science fiction    |                                                                                              |                               | Nomination |
| 2016  | Visual Effects Society Awards    | Outstanding Visual Effects in a Photoreal Episode                  | Robert Munroe, Clint Green, Kyle Menzies, Tom Turnbull                                       | 1-08 : Sauvetage              | Nomination |
| 2017  | Directors Guild of Canada Awards | Outstanding Directorial Achievement in Dramatic Series             | Robert Lieberman                                                                             | 1-06 : Révélations            | Nomination |
| 2017  | Dragon Awards                    | Best Science Fiction or Fantasy TV Series                          |                                                                                              |                               | Nomination |
| 2017  | Prix Hugo                        | Prix Hugo de la meilleure présentation dramatique, format court    | Mark Fergus, Hawk Ostby, Terry McDonough                                                     | 1-10 : L'Éveil du Léviathan   | Lauréat    |
| 2017  | Saturn Awards                    | Saturn Award de la meilleure série télévisée de science fiction    |                                                                                              |                               | Nomination |
| 2018  | Directors Guild of Canada Awards | Best Sound Editing – Television Series                             | Nelson Ferriera, Kevin Banks, Nathan Robitaille, Dustin Harris, Tyler Whitham, Dashen Naidoo | 2-05 : Chez nous              | Lauréat    |
| 2018  | People's Choice Awards           | Série télévisée de science-fiction ou fantastique de l'année       |                                                                                              |                               | Nomination |
| 2018  | Saturn Awards                    | Saturn Award de la meilleure série télévisée de science fiction    |                                                                                              |                               | Nomination |
| 2019  | Directors Guild of Canada Awards | Best Picture Editing – Dramatic Series                             | Stephen Roque                                                                                | 3-13 : La Porte d'Abaddon     | Nomination |
| 2019  | Prix Hugo                        | Prix Hugo de la meilleure présentation dramatique, format court    | Daniel Abraham, Ty Franck, Naren Shankar, Simon Cellan Jones                                 | 3-13 : La Porte d'Abaddon     | Nomination |
| 2019  | Saturn Awards                    | Meilleure série de science fiction, action et fantasy en streaming |                                                                                              |                               | Nomination |
| 2020  | Prix Hugo                        | Prix Hugo de la meilleure présentation dramatique, format court    | Daniel Abraham, Ty Franck, Naren Shankar, Breck Eisner                                       | 4-10 : Les Feux de Cibola     | Nomination |
| 2021  | Prix Hugo                        | Prix Hugo de la meilleure présentation dramatique, format court    | Nick Gomez, Dan Nowak                                                                        | 5-4 : Gaugamèles              | Nomination |
| 2022  | Prix Hugo                        | Prix Hugo de la meilleure présentation dramatique, format court    | Daniel Abraham, Ty Franck, Naren Shankar, Breck Eisner                                       | 5-10 : Les Jeux de Némésis    | Lauréat    |
| 2023  | Prix Hugo                        | Prix Hugo de la meilleure présentation dramatique, format court    | Daniel Abraham, Ty Franck, Naren Shankar, Breck Eisner                                       | 6-6 : Les Cendres de Babylone | Lauréat    |